# Avantasia (EP)
Avantasia prvi je EP istoimenog njemačkog simfonijskog metal projekta. EP je objavljen 3. listopada 2000. godine, a objavila ga je diskografska kuća AFM Records.

## Popis pjesama
1. "Avantasia" (prerađena inačica)
2. "Reach Out For The Light"
3. "Final Sacrifice"
4. "Avantasia"[2]

## Osoblje
Avantasia
- Tobias Sammet (Edguy) - vokali, klavijature, klavir
- Henjo Richter (Gamma Ray) - gitara
- Markus Grosskopf (Helloween) - bas gitara
- Alex Holzwarth (Rhapsody of Fire) - bubnjevi

Dodatni glazbenici
- Michael Kiske (ex-Helloween) - prateći vokali
- David DeFeis (Virgin Steele) - prateći vokali
- Jens Ludwig (Edguy) - gitara (na pjesmi 3)

Ostalo osoblje
- Tobias Sammet	– produciranje
- Norman Meiritz – produciranje, inženjer zvuka
- Mikko Karmila – miksanje
- Mika Jussila – mastering
- Ed Warrin – dodatni inženjer zvuka